# Horné Otrokovce
Horné Otrokovce  is een Slowaakse gemeente in de regio Trnava, en maakt deel uit van het district Hlohovec.
Horné Otrokovce telt 883 inwoners.